# Horst Dichanz
Horst Dichanz (* 19. April 1937 in Gelsenkirchen-Buer; † 13. September 2023 in Coesfeld) war ein deutscher Pädagoge und Hochschullehrer.

## Leben
Von 1957 bis 1961 machte er eine Ausbildung zum Lehrer an der Pädagogischen Akademie in Essen-Kettwig, anschließend Lehrertätigkeit in Gelsenkirchen und in Liängeryk. 1963 begann er ein nebenberufliches Studium der Erziehungswissenschaften an der Universität Münster. Nach der Promotion 1969 in Münster war er von 1970 bis 1973 Referent am Deutschen Institut für Fernstudien (DIFF) in Tübingen (Aufbau des Funkkollegs). 1974 wurde er wissenschaftlicher Rat und Professor an der Universität Bielefeld. 1974 wurde er in den Gründungsausschuss der FernUniversität berufen. Von 1975 bis 2002 lehrte er als Professor für Theorie der Schule und des Unterrichts; zudem war er erster Prorektor für Weiterbildung.
Er verstarb am 13. September 2023 in Coesfeld.

## Schriften (Auswahl)
- Unterricht. Eine Einführung. München 1978, ISBN 3-7799-0700-3.
- Unterrichtsvorbereitung. Probleme, Beispiele, Vorbereitungshilfen. Stuttgart 1980, ISBN 3-12-921831-9.
- Schulen in den USA. Einheit und Vielfalt in einem flexiblen Schulsystem. München 1991, ISBN 3-7799-0598-1.
- Changing tradtitions in Germany's public schools. Bloomington 1998, ISBN 0-87367-396-4.

## Belege
1. ↑  Ende eines erfüllten Lebens. (Memento vom 11. Oktober 2023 im Internet Archive). Im Original publiziert auf o-ton.online
Nachruf auf Horst Dichanz. (Memento vom 11. Oktober 2023 im Internet Archive). Im Original publiziert auf o-ton.online von Michael S. Zerban.

| Personendaten    | Personendaten      |
| ---------------- | ------------------ |
| NAME             | Dichanz, Horst     |
| KURZBESCHREIBUNG | deutscher Pädagoge |
| GEBURTSDATUM     | 19. April 1937     |
| GEBURTSORT       | Gelsenkirchen-Buer |
| STERBEDATUM      | 13. September 2023 |
| STERBEORT        | Coesfeld           |